# Salmon Brook
Salmon Brook est une census-designated place située dans le comté de Hartford, dans l'État du Connecticut aux États-Unis. Lors du recensement de 2010, Salmon Brook avait une population totale de 2 324 habitants.

## Géographie
Selon le Bureau du Recensement des États-Unis, la superficie de la ville est de 7,7 km2, la totalité des terres.

## Démographie
D'après le recensement de 2000, il y avait 2 453 habitants, 988 ménages, et 672 familles dans la ville. La densité de population était de 318,9 hab/km2. Il y avait 1 018 maisons avec une densité de 132,3 maisons/km2. La décomposition ethnique de la population était : 98,08 % blancs ; 0,24 % noirs ; 0,16 % amérindiens ; 0,49 % asiatiques ; 0,04 % natifs des îles du Pacifique ; 0,33 % des autres races ; 0,65 % de deux ou plus races. 1,14 % de la population était hispanique ou Latino de n'importe quelle race.
Il y avait 988 ménages, dont 32,2 % avaient des enfants de moins de 18 ans, 58,2 % étaient des couples mariés, 7,7 % avaient une femme qui était parent isolé, et 31,9 % étaient des ménages non-familiaux. 26,9 % des ménages étaient constitués de personnes seules et 13,3 % de personnes seules de 65 ans ou plus. Le ménage moyen comportait 2,39 personnes et la famille moyenne avait 2,92 personnes.
Dans la ville la pyramide des âges était 23,7 % en dessous de 18 ans, 3,3 % de 18 à 24 ans, 29,9 % de 25 à 44 ans, 24,3 % de 45 à 64 ans, et 18,8 % qui avaient 65 ans ou plus. L'âge médian était 41 ans. Pour 100 femmes, il y avait 87,8 hommes. Pour 100 femmes de 18 ans ou plus, il y avait 83,5 hommes.
Le revenu médian par ménage de la ville était 67 500 dollars US, et le revenu médian par famille était $80 945. Les hommes avaient un revenu médian de $57 424 contre $40 307 pour les femmes. Le revenu par habitant de la ville était $32 311. 6,0 % des habitants et 3,1 % des familles vivaient sous le seuil de pauvreté. 10,0 % des personnes de moins de 18 ans et 7,3 % des personnes de plus de 65 ans vivaient sous le seuil de pauvreté.